# William Robinson Clark
William Robinson Clark (Daviot, 26 marzo 1829 – Toronto, 12 novembre 1912) è stato un presbitero e teologo britannico naturalizzato canadese.

## Biografia
Clark nacque a Daviot, un villaggio della Scozia a nord-ovest di Aberdeen. Completati gli studi scolastici, frequentò il King's College ad Aberdeen, dove conseguì il master of arts nel 1848. Studiò poi teologia a Londra al New College, completando gli studi nel 1854. Consacrato pastore congregazionalista, fu subito inviato come ministro a Lymington, ma nel 1856 si avvicinò alla Chiesa anglicana. Consacrato prete anglicano fu inviato a Birmingham, dove esercitò il suo ministero nel biennio 1857-1858. Nel 1859 fu nominato decano a Taunton, incarico che ricoprì per lungo tempo. Riprese poi i suoi studi a Oxford all'Hertford College, dove conseguì il bachelor of arts nel 1863 e il master of arts nel 1865. Terminati gli studi, tornò a dedicarsi pienamente al suo incarico a Taunton e fu nominato anche canonico della cattedrale di Wells. Nel 1880 lasciò Taunton e si dedicò per due anni alla scrittura. Nel 1882 si trasferì in Canada e fu nominato professore a Toronto al Trinity College. Contemporaneamente esercitò il ministero di predicatore a Toronto nella St. George's Church. Nel 1891 fu nominato membro della Royal Society of Canada, di cui fu eletto presidente per il biennio 1899-1900. Nel 1907 fu nominato canonico onorario della cattedrale di Toronto. Nel 1908 si ritirò dall'insegnamento al Trinity College e fu nominato professore emerito. Clark scrisse numerose opere di carattere teologico ed anche alcune biografie, tra cui quelle di Savonarola e di Pascal.

## Opere principali
- The Prodigal Son: a series of sermons, 1860
- Four Advent Sermons, 1861
- Four Sermons preached during Advent, 1860. Second edition, partially rewritten, 1861
- The Redeemer: a series of sermons on certain aspects of the person and work of our Lord Jesus Christ, 1863
- The Comforter: a series of sermons on certain aspects of the work of the Holy Ghost, 1864
- Antichrist. The First Resurrection. Two Advent sermons, 1865
- Self-knowledge and the four temperaments. a series of sermons preached in Lent, 1865
- The Church and Science, 1872
- Hindrances to the Work of the Church in the World: a series of sermons (Edited by W. R. Clark), 1872
- Christmas (A sermon), 1874
- The Four Temperaments; together with some occasional sermons, Second edition, 1874
- The Comforter, 1875
- Culture (A sermon), 1875
- Righteousness exalteth a Nation. A sermon, etc., 1876
- Character and Work. Hints for younger men and women, 1878
- Savonarola: his life and times, 1878
- Saint Augustine, 1878
- Witnesses to Christ, a contribution to Christian apologetics, 1888
- The Anglican Reformation, 1897
- The Paraclete. A series of discourses on the person and work of the Holy Spirit, 1900
- Pascal and the Port Royalists, 1902